# Misumenops imbricatus
Misumenops imbricatus är en spindelart som beskrevs av Theodore W. Suman 1970. Misumenops imbricatus ingår i släktet Misumenops och familjen krabbspindlar. Inga underarter finns listade i Catalogue of Life.